# Luca Cragnaz
Luca Cragnaz, né le 3 septembre 1977 en Belgique, est un joueur international belge de futsal, évoluant au poste de gardien de but, reconverti en entraîneur. Il est actuellement l'entraîneur principal du RSCA Futsal, la section futsal du RSC Anderlecht.
Luca Cragnaz est considéré comme l’un des entraîneurs les plus influents du futsal belge contemporain. À la tête de clubs de premier plan et de la sélection nationale, il a contribué à professionnaliser ce sport en Belgique. Il a notamment conduit le RSCA Futsal à de nombreux titres nationaux et à une qualification historique pour le Final Four de la Ligue des champions de futsal de l'UEFA.

## Carrière de joueur en club
Formé en Belgique, Luca Cragnaz déclare en 2020 : « J'avais commencé le futsal à Sambreville en N2. Quand le club a migré vers Charleroi, j'ai joué un an à Farciennes avant de rejoindre Action 21. J'ai alors arrêté le football. Je jouais à Jemeppe ».
En 2005, seul belge de l'équipe, Cragnaz remporte la Coupe de l'UEFA avec l'Action 21 Charleroi,, après deux défaites en finale en 2002 et 2003. Aligné régulièrement en championnat, le portier sambrien joue peu durant la campagne européenne. Luca Cragnaz se souvient : « J'ai quitté Charleroi l'année après le titre. J'ai préféré la sécurité de mon travail chez Delhaize plutôt que de passer pro en futsal ».
Il évolue ensuite au GDL Chatelet, Baio Morlanwelz, Onu Seraing qu'il quitte en début de saison 2008-2009 pour rejoindre le Sahin Hasselt puis de revenir à Morlanwelz pour 2009-2010. Cragnaz termine sa carrière de joueur à Morlanwelz qui lui propose d'entraîner l'équipe A.

## Carrière en équipe nationale
Luca Cragnaz dispute 64 ou 68 rencontres avec l'Équipe de Belgique de futsal FIFA et inscrit un but.

## Carrière d'entraîneur

### Sélectionneur national belge
Après avoir mis un terme à sa carrière de joueur, Luca Cragnaz entame une reconversion comme entraîneur en restant à Morlanwelz qui lui propose d'entraîner l'équipe A. Il tient ce rôle de 2011 à 2016.
Il devient aussi entraîneur assistant et entraîneur des gardiens de l’équipe nationale belge de futsal entraînée par Alain Dopchie.
En août 2016, alors à la tête de la jeune équipe de Morlanwelz depuis quatre ans, Cragnaz est nommé sélectionneur national de la Belgique à 38 ans, suite au départ de l'emblématique entraîneur Alain Dopchie. Il a pour mission principale la qualification pour l'Euro 2018 en Slovénie. Il occupe ce poste jusqu’en décembre 2019 et déclare quelques mois plus tard : « J'ai atteint certains objectifs mais le projet n'avançait pas assez à mon goût ».

### FP Halle-Gooik puis Anderlecht
En décembre 2019, Luca Cragnaz rejoint le FP Halle-Gooik en tant qu’entraîneur principal. Il déclare au bout de quelques mois, en mai 2020 : « À Gooik, j'ai retrouvé un défi motivant. Après un début de saison compliqué, j'ai essayé de remettre certaines choses en place. Nous étions sur la bonne voie avant l'arrêt de la saison ». Les compétitions sont arrêtées à cause de la Pandémie de Covid-19 en Belgique.
Au terme de la saison 2021-2022, il est élu meilleur entraîneur de l'année, grâce notamment au championnat et à la Coupe remportés avec Halle-Gooik.
En 2022, à la suite de la fusion entre FP Halle-Gooik et le RSC Anderlecht, il devient l'entraîneur du tout nouveau RSCA Futsal. Dès février 2023, Cragnaz prolonge son contrat jusqu'en 2026. Quelques mois plus tard, le club atteint le dernier carré de la Ligue des champions de futsal, une première pour un club belge.

## Palmarès

### Joueur
En 2005, comme seul belge de l'équipe d'Action 21 Charleroi, Cragnaz remporte la Coupe de l'UEFA, après deux défaites en finale en 2002 et 2003.

### Entraîneur
Avec RSCA Futsal :
- Championnat de Belgique :
  - Champion : 2022-2023, 2023-2024
- Coupe de Belgique :
  - Vainqueur : 2022-2023, 2023-2024, 2024-2025
- Ligue des champions de futsal de l'UEFA :
  - Demi-finaliste : 2022-2023

### Distinctions personnelles
- Nommé parmi les 10 meilleurs entraîneurs mondiaux lors des Futsalplanet Awards 2022-2023
- Élu meilleur entraîneur du championnat belge de futsal en 2022 et 2023